# USS Archerfish (SS-311)
El USS Archerfish (SS / AGSS-311) fue un submarino de la clase Balao perteneciente a la Armada de Estados Unidos, su nombre hace referencia al pez archerfish (pez arquero). Participó en diferentes acciones durante la Segunda Guerra Mundial. Es recordado sobre todo por provocar el hundimiento del portaaviones japonés Shinano en noviembre de 1944.  

## Historial de servicio
Su construcción se inició el 22 de enero de 1943 en el astillero de Portsmouth en Kittery (Maine). Fue botado  el 28 de mayo de 1943 y  el 29 de noviembre del mismo año se unió a la flota norteamericana anclada en Pearl Harbor.  El 28 de noviembre de 1944, mientras exploraba las aguas cercanas a la Bahía de Tokio, descubrió un buque de gran tamaño que resultó ser el portaviones japonés Shinano de 72 000 Tm que navegaba escoltado por tres destructores. Le disparó 6 torpedos, de los que impactaron 4,  provocando su hundimiento unas horas después a 175 km de la costa japonesa, en las coordenadas 32°16′N 137°0′E / 32.267, 137.000. En esta acción fallecieron 1435 marineros y trabajadores civiles que se encontraban a bordo del Shinano, siendo rescatados 1080 supervivientes. El submarino pudo escapar sin sufrir daños a pesar de las cargas de profundidad lanzadas por los destructores de escolta. Por esta acción la nave recibió la Presidential Unit Citation y el Comandante Joseph F. Enright la Cruz de la Armada de Estados Unidos.